# Altes Rathaus (Darmstadt-Eberstadt)
Das Alte Rathaus ist ein Verwaltungsbau in Darmstadt-Eberstadt, einem Stadtteil von Darmstadt in Südhessen.

## Architektur und Geschichte
Das Alte Rathaus ist ein im Jahre 1847 umgebautes zweigeschossiges, klassizistisches Gebäude mit Satteldach und später hinzugefügtem Turmaufbau.
Der Eingang in das neunachsige Bauwerk führt über eine Freitreppe.
Die Putzfassade wird durch schlichte Fenstergewände und ein Gesimsband aus Sandstein zwischen den Geschossen gegliedert.
Das Rathaus beherbergte früher die Bürgermeisterei, eine Schule mit vier Räumen und eine Lehrerwohnung.
Heute ist das Gebäude Sitz der Bezirksverwaltung von Eberstadt.
Das Alte Rathaus wurde, als typisches Beispiel für die Architektur der 1840er Jahre in Darmstadt, unter Denkmalschutz gestellt.

## Varia
Hinter dem alten Rathaus befindet sich der Rathausbrunnen, eine Eberskulptur und ein Bauerngarten.

## Bildergalerie

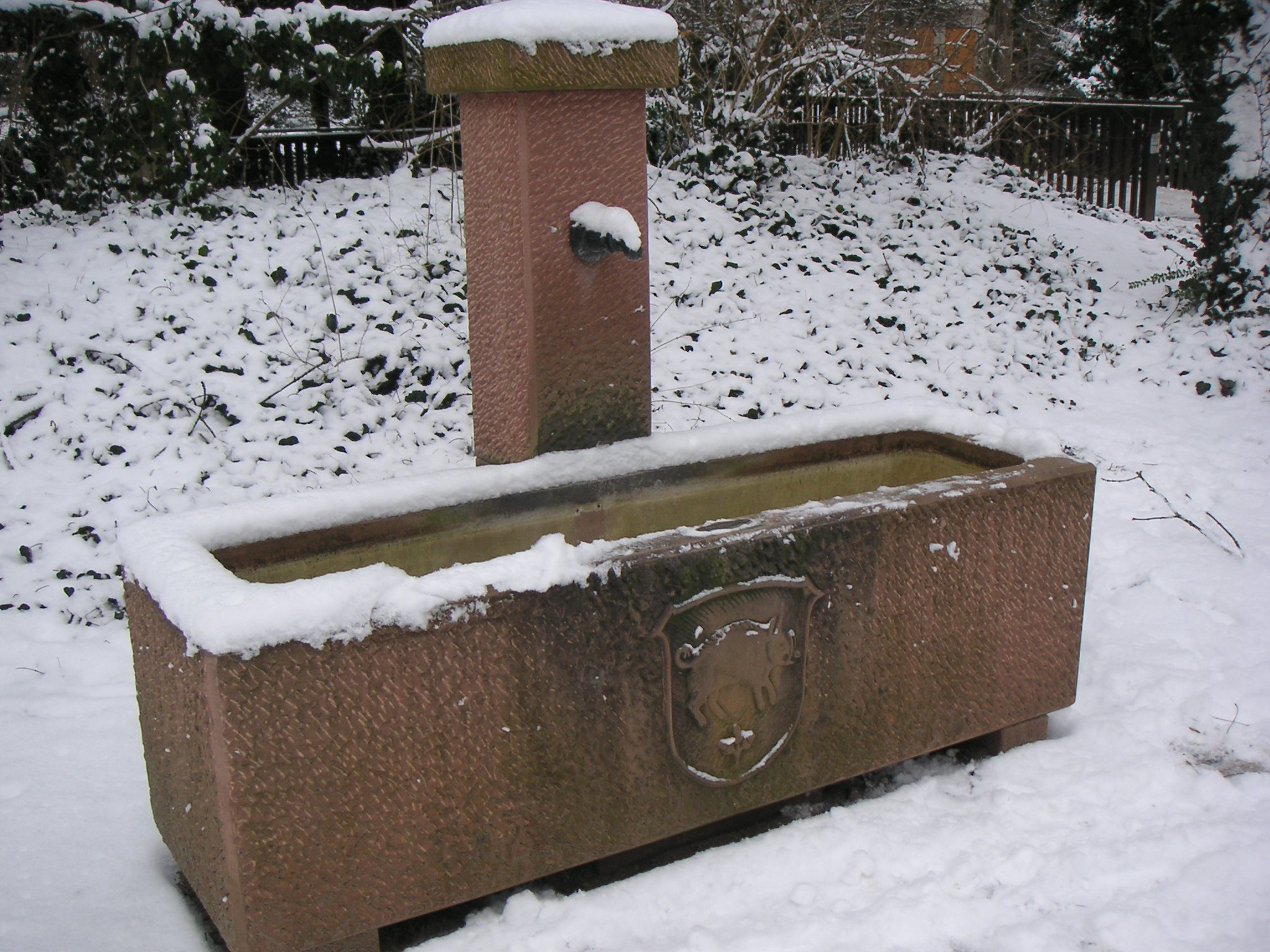
Rathausbrunnen (2006) (Brunnen mit Umwälzpumpe, kein Trinkwasser)
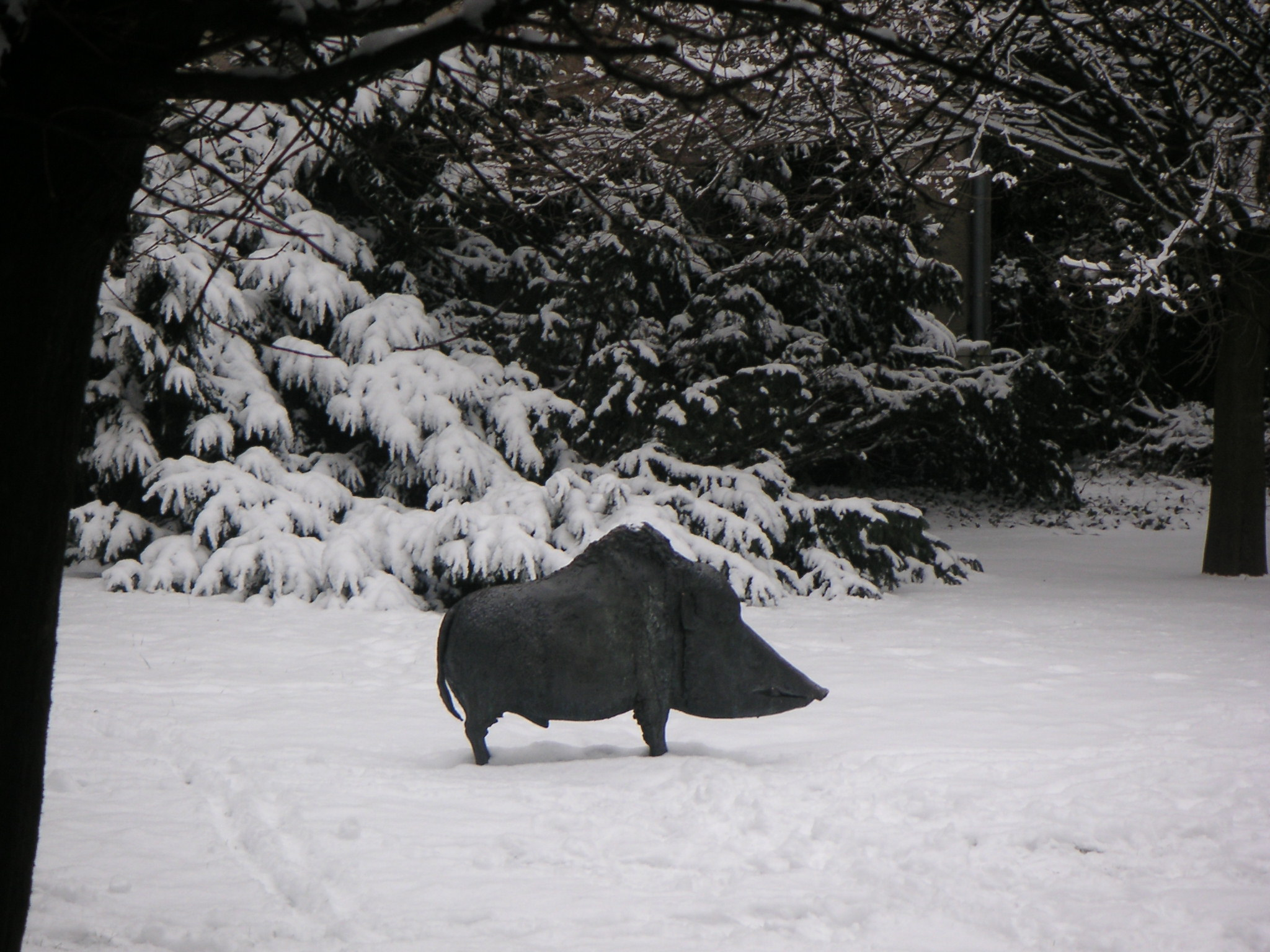
Skulptur eines Ebers im Rathausgarten (2006)
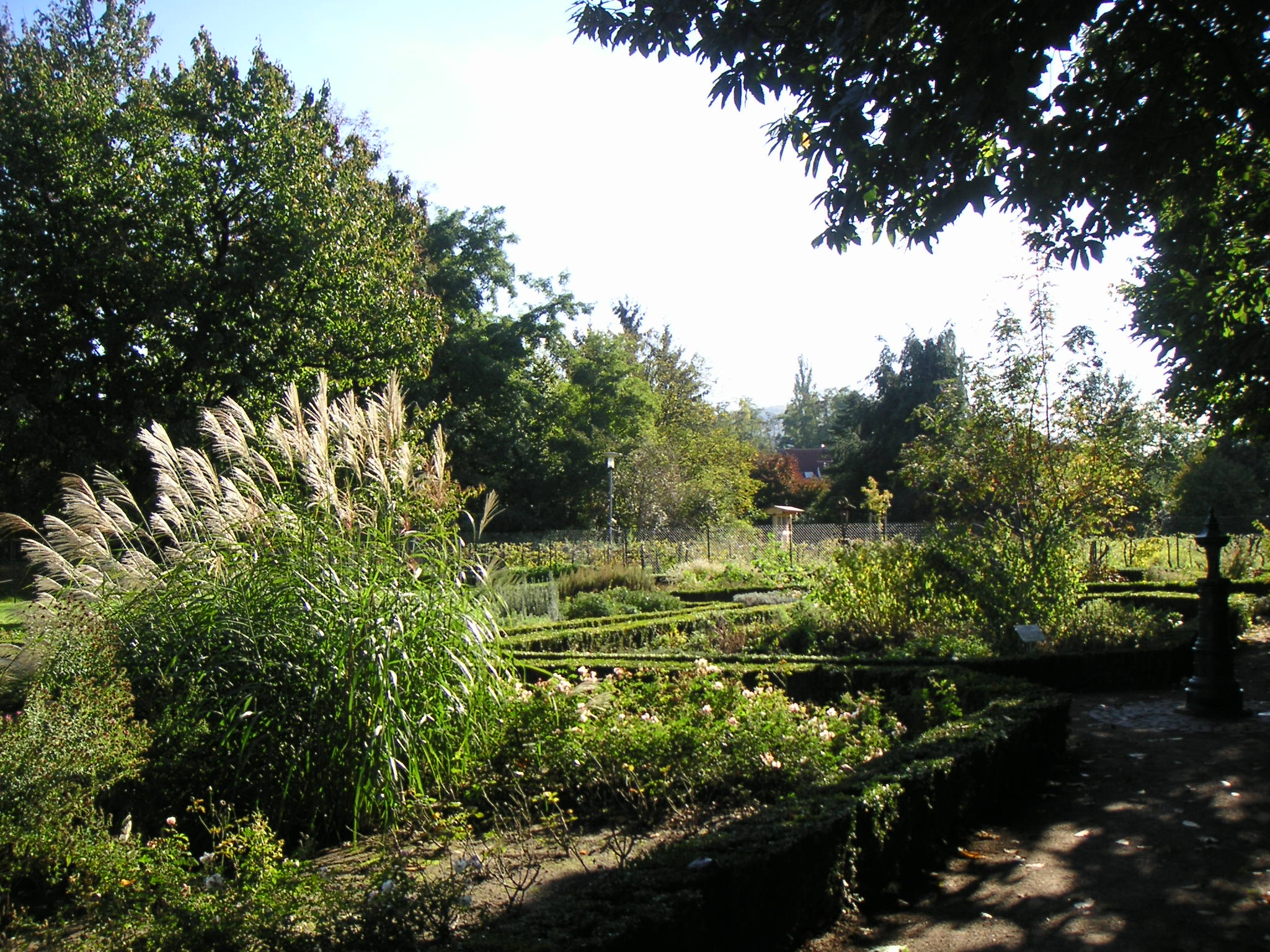
Bauerngarten (2006)
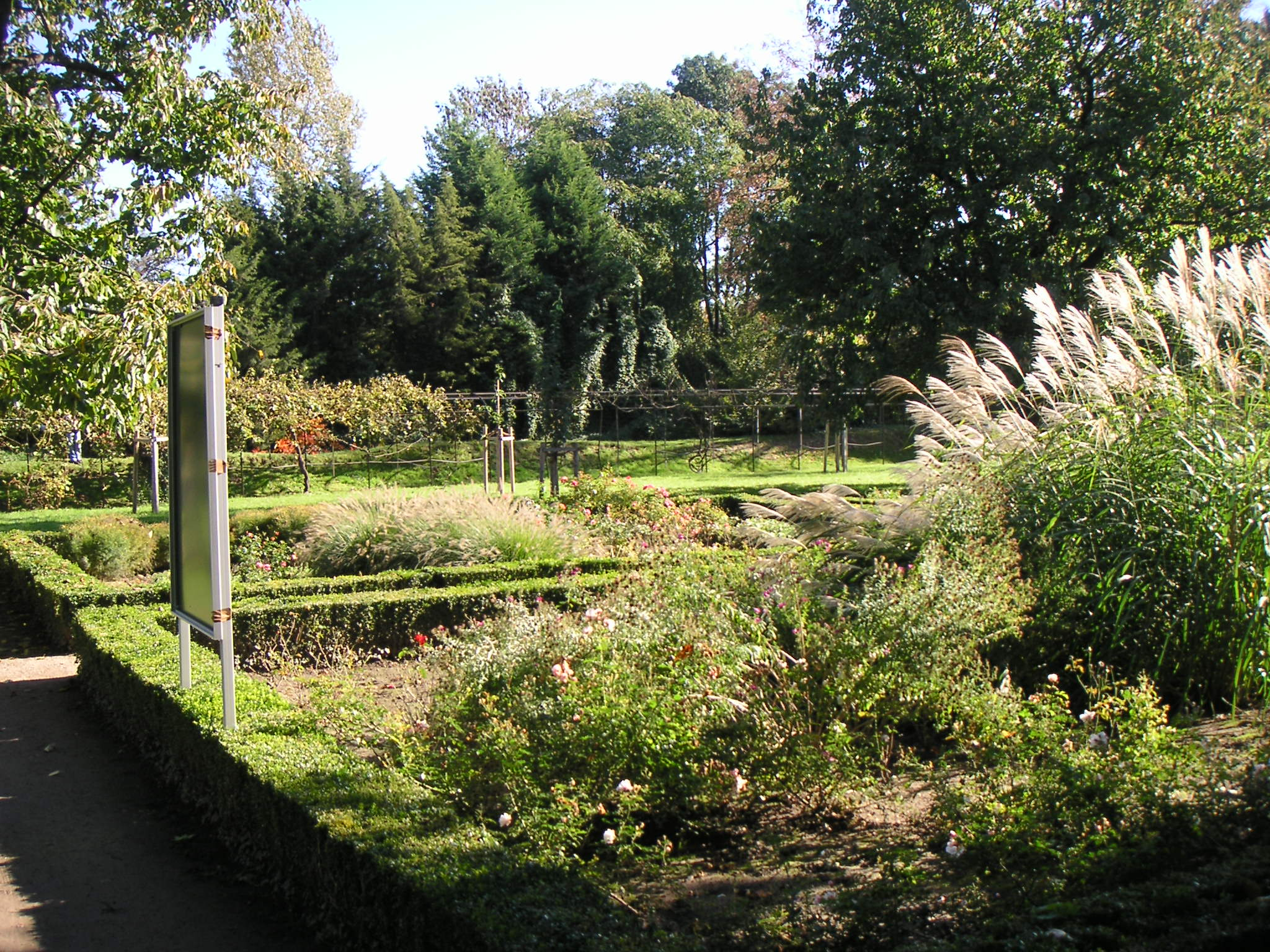
Bauerngarten (2006)